# Legitimisten (Frankrijk)

Koninklijke standaard die moet worden gehesen in aanwezigheid van de koning van Frankrijk, met het wapen van de legitimistische pretendent gecreëerd door Hervé Pinoteau

De legitimisten waren aanhangers van het huis Bourbon tegen het huis Orléans dat na de val van keizer Napoleon Bonaparte ook aanspraak maakte op de troon van Frankrijk in 1814/1815.
De legitimisten waren voornamelijk leden uit de hoge Franse adel die na het uitbreken van de Franse Revolutie naar het buitenland waren gevlucht, maar wel telkenmale pogingen hadden ondernomen om een contrarevolutie te plegen. Zij waren reactionairen die tegen de verlichtingsideeën waren en niet bepaald politiek gericht, maar voornamelijk aristocratisch.
In 1795 deden de legitimisten een poging om een contrarevolutie te plegen (de Opstand van 13 Vendémiaire), maar werden door de jonge generaal Napoleon Bonaparte verslagen.
Op het Congres van Wenen kregen de legitimisten hun zin: het huis Bourbon werd hersteld. Dit werd kort onderbroken door Napoleons terugkeer tijdens de Honderd Dagen, maar daarna werd de Restauratie definitief, tot de Julirevolutie van 1830 de Bourbons opnieuw ten val bracht, deze keer ten gunste van de orleanisten. Sindsdien ijveren de legitimisten opnieuw voor herstel.